# Sheka Fofanah
Sheka Sorie Fofanah (født 2. januar 1998 i Koidu Town, Sierra Leone) er en fodboldspiller fra Sierra Leone, der spiller Al-Merrikh SC. Han har tidligere spillet for Vejle Boldklub.

## Klubkarriere

### Vejle Boldklub
I august 2016 skrev Fofanah under på en toårig kontrakt med Vejle Boldklub. Han forlod klubben i december 2018.